# SN 2005ba
SN 2005ba – supernowa typu II odkryta 1 kwietnia 2005 roku w galaktyce NGC 3746. W momencie odkrycia miała maksymalną jasność 17,50m.